# Mohamed Ali El Assal
Mohamed Ali El Assal (Rio Negro, 1957 - Curitiba, 1987) foi um artista visual brasileiro de origem libanesa, estabelecido na cidade de Curitiba, com trabalhos na área da pintura, performance e arte urbana, associado à "Geração 80" da arte brasileira.
Durante a década de 1980 participou de movimentos relevantes da arte paranaense, como o grupo Bicicleta e a iniciativa coletiva Moto Contínuo, junto com Geraldo Leão, Eliane Prolik, Raul Cruz, Denise Bandeira e Rossana Guimarães.
Em 1985 ganhou o prêmio aquisição no 2o Premio Pirelli Pintura Jovem, ocorrido no MASP, despontando como um dos principais criadores do período.